# Устивица

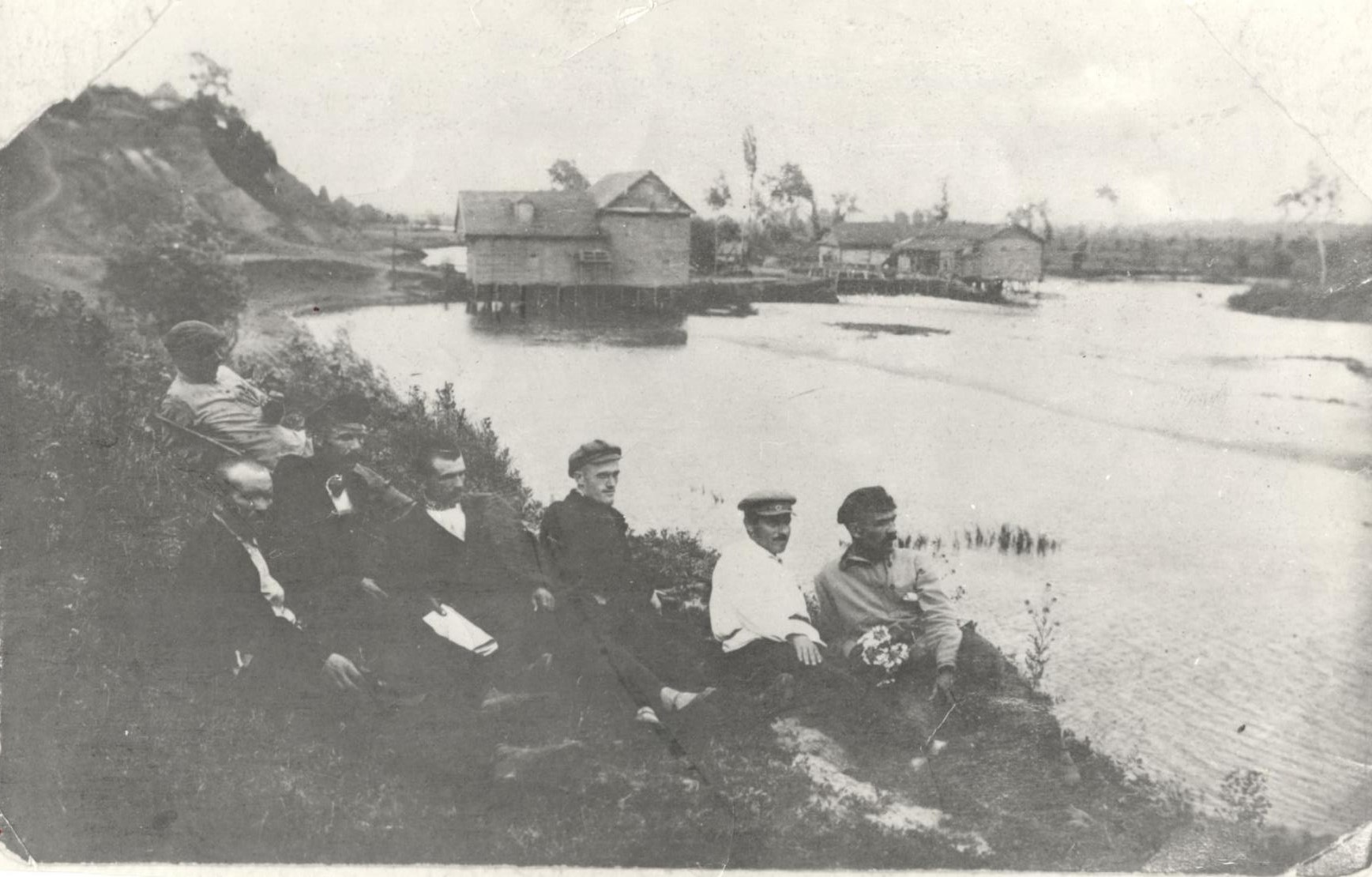
Устивица, 1926г.Водяной комплекс из электростанции, маслобойни, мельницы и сукновальни.

Устивица (укр. Устивиця) — село, Устивицкий сельский совет, Великобагачанский район, Полтавская область, Украина.
Код КОАТУУ — 5320285301. Население по переписи 2001 года составляло 2150 человек.
Является административным центром Устивницкого сельского совета, в который, кроме того, входят сёла Грянчиха, Дакалевка, Подлуки и Псельское.

## Географическое положение
Село Устивица находится на берегу реки Вовнянка, которая через 1 км впадает в реку Псёл. Рядом проходит железная дорога, станция Матяшевка.

## Экономика
- Молочно-товарная, птице-товарная и свино-товарная фермы.
- «Агроцентр», ОАО.
- «Устивицкое», ЧП.

## Объекты социальной сферы
- Школа.

## Известные жители и уроженцы
- Вильховый, Фёдор Фёдорович (1913—1992) — Герой Социалистического Труда.
- Дзябенко, Василий Васильевич (род. 1931) — Герой Социалистического Труда.
- Наум Калюжный (1886—1937) — революционер, политический деятель, дипломат Украинской ССР, журналист.
- Нарежный Василий Трофимович (1780—1825) — русский писатель, автор первого бытового русского романа, родоначальник реалистической школы, предшественник Гоголя, родился в селе Устивица.